# Vườn cực lạc

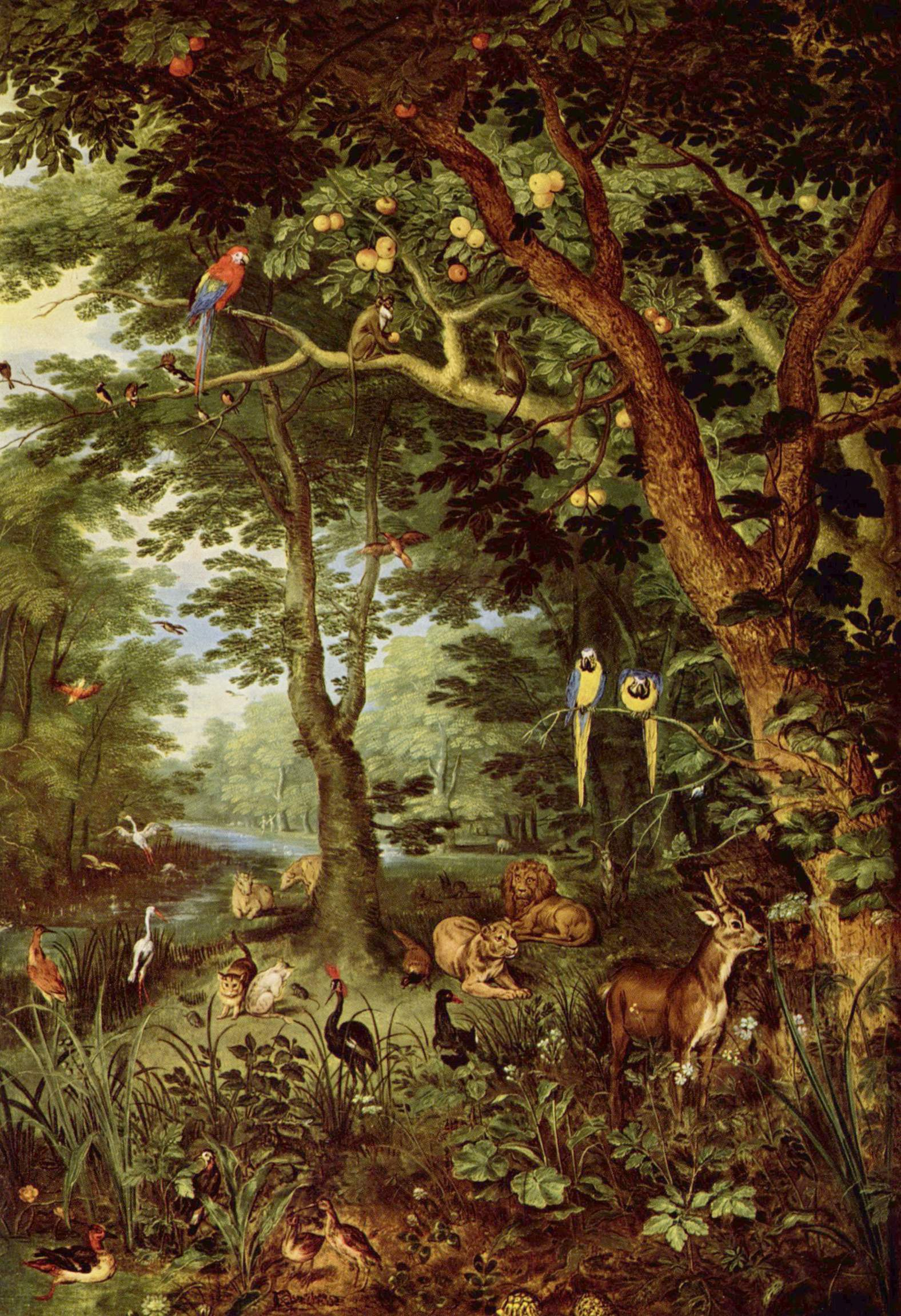
Paradise của Jan Bruegel

Trong tôn giáo, vườn cực lạc (tiếng Latinh: paradisus) là một nơi hạnh phúc và vui thích đặc biệt. Các hình ảnh về vườn cực lạc thường chứa đầy hình ảnh mục ca, và có thể mang tính khởi nguyên hoặc tận thế hoặc cả hai, thường khác với những sự khổ cực của nền văn minh nhân loại: trên vườn cực lạc chỉ có hòa bình, thịnh vượng và hạnh phúc. Vườn cực lạc là vùng đất của sự hạnh phúc, một nơi xa hoa và viên mãn. Vườn cực lạc thường được mô tả là "nơi cao hơn", nơi linh thiêng, trái ngược với thế giới này hoặc những thế giới ngầm như địa ngục. Vườn cực lạc tùy ngữ cảnh có thể là vườn ở thiên đàng, hoặc vườn địa đàng.
Trong bối cảnh tận thế, vườn cực lạc được hình dung là nơi ở của những người chết có đạo đức. Theo cách hiểu của Kitô giáo và Hồi giáo, thiên đàng là nơi an vui hạnh phúc. Trong tín ngưỡng của người Ai Cập cổ đại, thế giới bên kia là Aaru (Field of Reeds) - cánh đồng lau sậy của nơi săn bắn và câu cá lý tưởng nơi người chết sống sau khi phán xét. Đối với người Celts, đó là hòn đảo may mắn của Mag Mell. Đối với người Hy Lạp cổ điển, các cánh đồng Elysian là một vùng đất đầy vườn cực lạc, nơi người chết anh hùng và chính nghĩa hy vọng sẽ được sống vĩnh hằng. Người Ấn Độ thời Vệ Đà cho rằng cơ thể vật chất đã bị lửa hủy diệt nhưng được tái tạo và tái hợp ở vườn cực lạc thứ ba trong trạng thái hạnh phúc. Trong kinh Avesta của Hỏa giáo, "Sự tồn tại tốt nhất" và "Ngôi nhà của bài hát" là nơi của những người chết chính nghĩa. Mặt khác, trong bối cảnh nguồn gốc vũ trụ học, 'vườn cực lạc' mô tả thế giới trước khi nó bị tàn phá bởi sự dữ.
Khái niệm này là một chủ đề trong nghệ thuật và văn học, đặc biệt là thời kỳ tiền Khai sáng, một đại diện nổi tiếng trong đó là tác phẩm Thiên đường đã mất của John Milton.